# 德巴加爾縣
德巴加爾縣是印度的一個縣，位於該國東部，由奧里薩邦負責管轄，面積2,781平方公里，每年平均降雨量1,014毫米，識字率為73.07%，2011年人口312,164，人口密度每平方公里112人。

## 外部連結
- 官方网站
- Debagarh at a Glance